# 茱莉亞·昆恩
茱莉亞·昆恩（或譯茱莉亞·奎恩或茱莉亞·肯恩，1970年—）為茱莉亞·波廷傑（Julie Pottinger）所使用的筆名，1970年出生時教名為Julie Cotler。她是美國歷史羅曼史小說暢銷作家。據她所言，當初選擇此筆名是因為如此一來，當她的攝政羅曼史作品擺在書架上時，即可與已負盛名的羅曼史作家珍·安·克蘭茲的書擺在一起 （西文書常依字母排列擺放，以利搜尋）。昆恩的小說已經被翻譯成26種語言，並且登上紐約時報暢銷書榜有18次之多。

## 生平
雖然在父母離異後，在加州待了許多時間，但波廷傑主要在新英格蘭度過成長生活。即便在年幼時，她已嗜書如渴。父親並不認同她所選擇的閱讀材料，如《Sweet Dreams》雜誌、Sweet Valley High系列小說等等，並告訴她只要她能證明這些對她有正面幫助，她便能繼續閱讀這些書籍。波廷傑隨即回答，她正在研究這些作品，以便創造一部自己的。為了挑戰她為自己辯解的證辭，波廷傑坐在早年的電腦前寫作了前兩章，並在往後三年完成這部小說，並將它投稿至《Sweet Dreams》，但被退稿。
波廷傑畢業於哈佛大學，主修藝術史。四年的大學生涯讓她體認到這份專業主修不知道將來能幹嘛，於是她決定讀醫學院。為了這個目標，她又多讀了兩年大學，以完成申請醫學院要求的理科必要先修學分。
因為時日冗長的理科學業學習幾乎佔據自己所有時間，波廷傑開始寫作輕鬆的攝政羅曼史。幾周後，她被醫學院錄取，並發現她頭兩部作品，《Splendid》和《Dancing At Midnight》在拍賣上被賣掉，這對一個羅曼史新人作家來說，並不是一件尋常的事。她將醫學院延後兩年入學，並在這段期間內完成兩本以上的小說。
與此同時，波廷傑終於入取進耶魯醫學院，得以實現成為醫生的夢想；並且出版了三本書。但是學醫沒幾月，她體認到自己喜歡寫作甚於解剖，於是她離開醫學院，全心投入她的專職寫作生涯。

## 作品列表

### 中文出版品
- 茱莉亞·昆恩. . 高寶出版社. 2004年3月. ISBN 986-779-949-6.
- 茱莉亞·昆恩. . 高寶出版社. 2004年4月. ISBN 9789867799524.
- 茱莉亞·昆恩. . 高寶出版社. 2004年6月. ISBN 986-779-965-8.
- 茱莉亞·昆恩. . 高寶出版社. 2004年8月. ISBN 986-779-981-X.
- 茱莉亞·昆恩. . 高寶出版社. 2005年2月. ISBN 986-732-320-3.
- 茱莉亞·昆恩. . 果樹出版社. 2008年12月. ISBN 978-986-165-423-2.
- 茱莉亞·昆恩. . 果樹出版社. 2009年4月. ISBN 978-986-165-461-4.
- 茱莉亞·昆恩. . 果樹出版社. 2009年10月. ISBN 978-986-165-523-9.

## 獲獎記錄
- 1997年 浪漫時代雜誌 Everything and the Moon nominated for Best Regency Historical[6]

## 外部連結
- 茱莉亞·昆恩官方網站